# 高松宮殿下記念世界文化賞
高松宮殿下記念世界文化賞（たかまつのみやでんかきねんせかいぶんかしょう、ラテン語: Praemium Imperiale プレミウム・インペリアーレ）は、1988年（昭和63年）に財団法人日本美術協会が前総裁・高松宮宣仁親王（前年2月に没）の「世界の文化芸術の普及向上に広く寄与したい」という遺志を継ぎ、協会設立100周年を記念して創設した賞である。

## 概要
「絵画」「彫刻」「建築」「音楽」「演劇・映像」の5部門で優れた人物に授与される。文化芸術の分野でノーベル賞を補完しようとする目的がある（ノーベル賞に存在する文学部門がないのはそのためである）。受賞者へは金メダルと1500万円が与えられる。
例年9月中旬に受賞者が発表され、10月下旬に明治記念館で授賞式が行われる。主催者である日本美術協会がフジサンケイグループに属している関係から、フジテレビジョンでは授賞式の特別番組を放送しているほか、FNNのニュース番組でも受賞者の横顔が取り上げられる。他のメディアでも扱われる。産経新聞では1面で大きく掲載され、サンケイスポーツなどの産経新聞グループ僚紙でも大きく紹介される。フジサンケイグループ以外の新聞・テレビにおいても多数報道される。
授賞式は、日本美術協会の総裁である常陸宮正仁親王夫妻が出席し常陸宮より受賞者に顕彰メダルが授与された（令和に改元前後は常陸宮妃華子のみである）。平成期には度々、天皇ならびに皇后が出席し受賞者と謁見・懇談する形でのレセプションもホテルで開かれた。高松宮妃喜久子（存命時）とも懇談が行われた。
1994年にはホワイトハウスでビル・クリントン米大統領夫妻主催によるレセプション、1995年と2000年にはバッキンガム宮殿でエリザベス2世主催によるレセプション（1995年には、首相官邸にてジョン・メージャー英首相主催によるレセプション）、1996年はエリゼ宮でジャック・シラク仏大統領主催による昼食会が開かれた。
新型コロナウイルス感染症の世界的流行を受けて2020年は中止され、2021年は授賞式は行われず、受賞者には個別で授与された。2022年10月の授賞式は規模を縮小し行われた。2023年10月の授賞式はほぼ通常で行われた。

## 国際顧問
- ランベルト・ディーニ（元首相 / イタリア）
- クリストファー・パッテン（オックスフォード大学総長 / イギリス）
- クラウス＝ディーター・レーマン（ゲーテ・インスティトゥート総裁 / ドイツ）
- ジャン＝ピエール・ラファラン（元首相 / フランス）
- ヒラリー・クリントン（元アメリカ合衆国国務長官 / アメリカ）

## 名誉顧問
- デイヴィッド・ロックフェラー・ジュニア（ロックフェラー・アンド・カンパニー取締役 / アメリカ）
- フランソワ・ピノー（PPR（現ケリング）創業者 / フランス）
- ウィリアム・ルアーズ （英語版）（米国国際連合協会会長 / アメリカ）

## 元顧問
- キャロライン・ケネディ（元駐日アメリカ合衆国大使 / アメリカ）
- 中曽根康弘（元日本国内閣総理大臣/日本）
- 安倍晋三（元日本国内閣総理大臣/日本）ほか

## 歴代受賞者
| 回 | 年     | 絵画                                              | 彫刻                                          | 建築                                                      | 音楽                                               | 演劇・映像                                       |
| -- | ------ | ------------------------------------------------- | --------------------------------------------- | --------------------------------------------------------- | -------------------------------------------------- | ------------------------------------------------ |
| 1  | 1989年 | ウィレム・デ・クーニング デイヴィッド・ホックニー | ウンベルト・マストロヤンニ                    | イオ・ミン・ペイ（アメリカ）                              | ピエール・ブーレーズ（フランス）                   | マルセル・カルネ                                 |
| 2  | 1990年 | アントニ・タピエス                                | アルナルド・ポモドーロ                        | ジェームス・スターリング（イギリス）                      | レナード・バーンスタイン（アメリカ）               | フェデリコ・フェリーニ                           |
| 3  | 1991年 | バルテュス                                        | エドゥアルド・チリーダ                        | ガエ・アウレンティ（イタリア）                            | ジェルジ・リゲティ（ハンガリー/オーストリア）      | イングマール・ベルイマン                         |
| 4  | 1992年 | ピエール・スーラージュ                            | アンソニー・カロ                              | フランク・ゲーリー（アメリカ）                            | アルフレート・シュニトケ（ロシア）                 | 黒澤明                                           |
| 5  | 1993年 | ジャスパー・ジョーンズ                            | マックス・ビル                                | 丹下健三（日本）                                          | ムスティスラフ・ロストロポーヴィチ（ロシア）       | モーリス・ベジャール                             |
| 6  | 1994年 | ザオ・ウーキー                                    | リチャード・セラ                              | チャールズ・コレア（インド）                              | アンリ・デュティユー（フランス）                   | ジョン・ギールグッド                             |
| 7  | 1995年 | マッタ                                            | クリストとジャンヌ＝クロード                  | レンゾ・ピアノ（イタリア）                                | アンドリュー・ロイド・ウェッバー（イギリス）       | 中村歌右衛門                                     |
| 8  | 1996年 | サイ・トゥオンブリー                              | セザール                                      | 安藤忠雄（日本）                                          | ルチアーノ・ベリオ（イタリア）                     | アンジェイ・ワイダ（ポーランド）                 |
| 9  | 1997年 | ゲルハルト・リヒター                              | ジョージ・シーガル                            | リチャード・マイヤー（アメリカ）                          | ラヴィ・シャンカール（インド）                     | ピーター・ブルック                               |
| 10 | 1998年 | ロバート・ラウシェンバーグ                        | ダニ・カラヴァン                              | アルヴァロ・シザ（ポルトガル）                            | ソフィア・グバイドゥーリナ（ロシア）               | リチャード・アッテンボロー                       |
| 11 | 1999年 | アンゼルム・キーファー                            | ルイーズ・ブルジョワ                          | 槇文彦（日本）                                            | オスカー・ピーターソン（カナダ）                   | ピナ・バウシュ                                   |
| 12 | 2000年 | エルズワース・ケリー                              | ニキ・ド・サン・ファール                      | リチャード・ロジャース（イギリス）                        | ハンス・ヴェルナー・ヘンツェ（ドイツ）             | スティーヴン・ソンドハイム                       |
| 13 | 2001年 | 李禹煥                                            | マルタ・パン                                  | ジャン・ヌーヴェル（フランス）                            | オーネット・コールマン（アメリカ）                 | アーサー・ミラー                                 |
| 14 | 2002年 | ジグマー・ポルケ                                  | ジュリアーノ・ヴァンジ                        | ノーマン・フォスター（イギリス）                          | ディートリヒ・フィッシャー＝ディースカウ（ドイツ） | ジャン＝リュック・ゴダール                       |
| 15 | 2003年 | ブリジット・ライリー                              | マリオ・メルツ                                | レム・コールハース（オランダ）                            | クラウディオ・アバド（イタリア）                   | ケン・ローチ                                     |
| 16 | 2004年 | ゲオルグ・バゼリッツ                              | ブルース・ナウマン                            | オスカー・ニーマイヤー（ブラジル）                        | クシシュトフ・ペンデレツキ（ポーランド）           | アッバス・キアロスタミ                           |
| 17 | 2005年 | ロバート・ライマン（アメリカ）                    | 三宅一生（日本）                              | 谷口吉生（日本）                                          | マルタ・アルゲリッチ（アルゼンチン）               | マース・カニングハム（アメリカ）                 |
| 18 | 2006年 | 草間彌生（日本）                                  | クリスチャン・ボルタンスキー（フランス）      | フライ・オットー（ドイツ）                                | スティーヴ・ライヒ（アメリカ）                     | マイヤ・プリセツカヤ（ロシア）                   |
| 19 | 2007年 | ダニエル・ビュラン（フランス）                    | トニー・クラッグ（イギリス）                  | ジャック・ヘルツォーク ピエール・ド・ムーロン(共にスイス) | ダニエル・バレンボイム（イスラエル）               | エレン・スチュワート（アメリカ）                 |
| 20 | 2008年 | リチャード・ハミルトン（イギリス）                | イリヤ・カバコフ エミリア・カバコフ（ロシア） | ピーター・ズントー（スイス）                              | ズービン・メータ（インド）                         | 坂田藤十郎（日本）                               |
| 21 | 2009年 | 杉本博司（日本）                                  | リチャード・ロング（イギリス）                | ザハ・ハディド（イギリス）                                | アルフレート・ブレンデル（オーストリア）           | トム・ストッパード（イギリス）                   |
| 22 | 2010年 | エンリコ・カステラーニ（イタリア）                | レベッカ・ホーン（ドイツ）                    | 伊東豊雄（日本）                                          | マウリツィオ・ポリーニ（イタリア）                 | ソフィア・ローレン（イタリア）                   |
| 23 | 2011年 | ビル・ヴィオラ（アメリカ）                        | アニッシュ・カプーア（イギリス）              | リカルド・レゴレッタ（メキシコ）                          | 小澤征爾（日本）                                   | ジュディ・デンチ（イギリス）                     |
| 24 | 2012年 | 蔡國強（中国）                                    | チェッコ・ボナノッテ（イタリア）              | ヘニング・ラーセン（デンマーク）                          | フィリップ・グラス（アメリカ）                     | 森下洋子（日本）                                 |
| 25 | 2013年 | ミケランジェロ・ピストレット（イタリア）          | アントニー・ゴームリー（イギリス）            | デイヴィッド・チッパーフィールド（イギリス）              | プラシド・ドミンゴ（スペイン）                     | フランシス・フォード・コッポラ（アメリカ）       |
| 26 | 2014年 | マルシャル・レイス（フランス）                    | ジュゼッペ・ペノーネ（イタリア）              | スティーヴン・ホール（アメリカ）                          | アルヴォ・ペルト（エストニア）                     | アソル・フガード（南アフリカ）                   |
| 27 | 2015年 | 横尾忠則（日本）                                  | ヴォルフガング・ライプ（ドイツ）              | ドミニク・ペロー（フランス）                              | 内田光子（イギリス）                               | シルヴィ・ギエム（フランス）                     |
| 28 | 2016年 | シンディ・シャーマン（アメリカ）                  | アネット・メサジェ（フランス）                | パウロ・メンデス・ダ・ロシャ（ブラジル）                  | ギドン・クレーメル（ラトビア／ドイツ）             | マーティン・スコセッシ（アメリカ）               |
| 29 | 2017年 | シリン・ネシャット（イラン）                      | エル・アナツイ（ガーナ）                      | ホセ・ラファエル・モネオ（スペイン）                      | ユッスー・ンドゥール（セネガル）                   | ミハイル・バリシニコフ（ロシア／アメリカ）       |
| 30 | 2018年 | ピエール・アレシンスキー（ベルギー）              | 中谷芙二子（日本）                            | クリスチャン・ド・ポルザンパルク（フランス）              | リッカルド・ムーティ（イタリア）                   | カトリーヌ・ドヌーヴ（フランス）                 |
| 31 | 2019年 | ウィリアム・ケントリッジ（南アフリカ）            | モナ・ハトゥム（パキスタン）                  | トッド・ウィリアムズ ビリー・ツィン（アメリカ）           | アンネ＝ゾフィー・ムター（ドイツ）                 | 坂東玉三郎（日本）                               |
| 32 | 2021年 | セバスチャン・サルガド（ブラジル/フランス）       | ジェームズ・タレル（アメリカ）                | グレン・マーカット（オーストラリア）                      | ヨーヨー・マ（アメリカ）                           | 該当者なし                                       |
| 33 | 2022年 | ジュリオ・パオリーニ（イタリア）                  | 艾未未（中国）                                | 妹島和世＋西沢立衛 /SANAA（日本）                         | クリスチャン・ツィメルマン（ポーランド）           | ヴィム・ヴェンダース（ドイツ）                   |
| 34 | 2023年 | ヴィヤ･セルミンス（ラトビア）                     | オラファー・エリアソン（デンマーク）          | ディエベド･フランシス･ケレ（ドイツ）                      | ウィントン・マルサリス（アメリカ）                 | ロバート･ウィルソン（アメリカ）                  |
| 35 | 2024年 | ソフィ・カル（フランス）                          | ドリス・サルセド（コロンビア）                | 坂茂（日本）                                              | マリア・ジョアン・ピレシュ（ポルトガル/スペイン）  | アン・リー（台湾）                               |
| 36 | 2025年 | ピーター・ドイグ（イギリス）                      | マリーナ・アブラモヴィッチ（セルビア）        | エドゥアルド・ソウト・デ・モウラ（ポルトガル）            | アンドラーシュ・シフ（ハンガリー）                 | アンヌ・テレサ・ドゥ・ケースマイケル（ベルギー） |